# DJ Zinc
Dj Zinc is een Drum and Bass dj afkomstig van het Verenigd Koninkrijk. In zijn nummers mengt hij lichtjes andere muziekstijlen zoals hiphop en jump up, waarmee hij zich onderscheidt. Hij zit tezamen met DJ Hype en Pascal in het drum en bass/jungle trio The Ganja Kru.

## Bekende nummers
- Casino Royale
- Ska
- Freenote
- Creeper featuring Mc Dynamite
- 3 Tones (remix van Freenote featuring Lady Dynamite)